# Sabariz (Rairiz de Veiga)
Sabariz (llamada oficialmente San Pedro de Sabariz) es una parroquia y un lugar del municipio español de Rairiz de Veiga, en la provincia de Orense, Galicia.

## Organización territorial
La parroquia está formada por tres entidades de población, constando una de ellas en el nomenclátor del Instituto Nacional de Estadística español:
- Pereira (A Pereira)
- Sabariz
- San Pedro

## Demografía
Gráfica demográfica del lugar y parroquia de Sabariz según el INE español:
| Gráfica de evolución demográfica de Sabariz entre 2000 y 2023 |
|                                                               |
| Datos según el nomenclátor publicado por el INE.              |